# Нурабад (Аштіан)
Нурабад (перс. نوراباد) — село в Ірані, у дегестані Сіявашан, у Центральному бахші, шахрестані Аштіан остану Марказі. За даними перепису 2006 року, його населення становило 121 особу, що проживали у складі 42 сімей.